# Соня Гаскелл
Соня Гаскелл (Сара Гаскеляйте, Sonia Gaskell) (17 квітня 1904, м. Вілкавішкіс, нині Литва — 1974, Париж, Франція) — балетмейстер, педагог єврейського походження, родоначальниця балетної школи в Нідерландах, засновниця Нідерландського національного балету.

## Біографія
Народилася в єврейській сім'ї торговця зерном Соломона Гаскелла та Анни Карновської в м. Вілкавішкіс на території сучасної Литви. Першу мистецьку освіту отримала в сім'ї. Мати була непрофесійною піаністкою. У сім'ї було п'ятеро дочок.
1914 переїхали до м. Бахмута на території сучасної України, де Соня провела шість років свого життя і де здобула освіту: навчалася в жіночій гімназії, яку екстерном закінчила 1919 року. Антисемітизм у Російській імперії наклав сумний відбиток на дитинство і юність дівчинки.
Після встановлення радянської влади ситуація ще погіршилася, тому вона вирішила приєднатися до групи єврейських біженців, які мали намір виїхати в Палестину. Спочатку хотіли нелегально через Кавказ, однак це не вдалося. Далі був план легально через Литву. Близько року вона пробула з іншими біженцями в м. Ковно (нині Каунас) в очікуванні транспорту для виїзду. У 1921 році прибула в Палестину. Жила в кібуці Ейн Харод, де змушена була важко працювати. Тут познайомилась зі своїм майбутнім чоловіком, філософом і математиком Авраамом Соломоном Голденсоном, за якого вийшла заміж 1923 року. Молода пара переїхала (на вантажному судні) до Франції, спочатку до Марселя, згодом до Парижу. Тут Соня захопилась танцями, багато працювала, танцювала в нічних клубах, щоб заробити на прожиття. Через деякий час Соня танцювала вже в «Російському балеті Дягільова» і "крутилась" у богемних колах Парижа.
1936 року розлучилася з чоловіком, однак теплі приятельські стосунки зберігали все життя. Після серйозної хвороби (туберкульоз) і річного лікування вирішила навчати танцівників.
1939 року вдруге вийшла заміж за голландського архітектора і переїхала до Амстердаму. Тут давала уроки танців у власній студії. 1949 року помер чоловік, дітей у Соні не було, тому повністю присвятила себе роботі.
У 1954 році заснувала трупу «Балле Рісайтл», з якої згодом був створений Нідерландський балет, де Соня Гаскелл була художнім керівником. 1961 року Нідерландський балет злився з Амстердамським балетом, створивши Нідерландський національний балет, яким керувала Соня Гаскелл.

## Пам'ять
У Нідерландах зберігають пам'ять про Соню Гаскелл: про неї пишуть книги і знімають фільми, в Амстердамі відбувається вручення Призу Соні Гаскелл. На честь Соні Гаскелл у Нідерландах названі вулиці у двох містах — Лейдені і Алмере: Sonia Gaskellstraat.

## Цікаво, що
Відома актриса Одрі Гепберн у юності брала уроки в мадам Гаскелл.